# Cinema da Tailândia

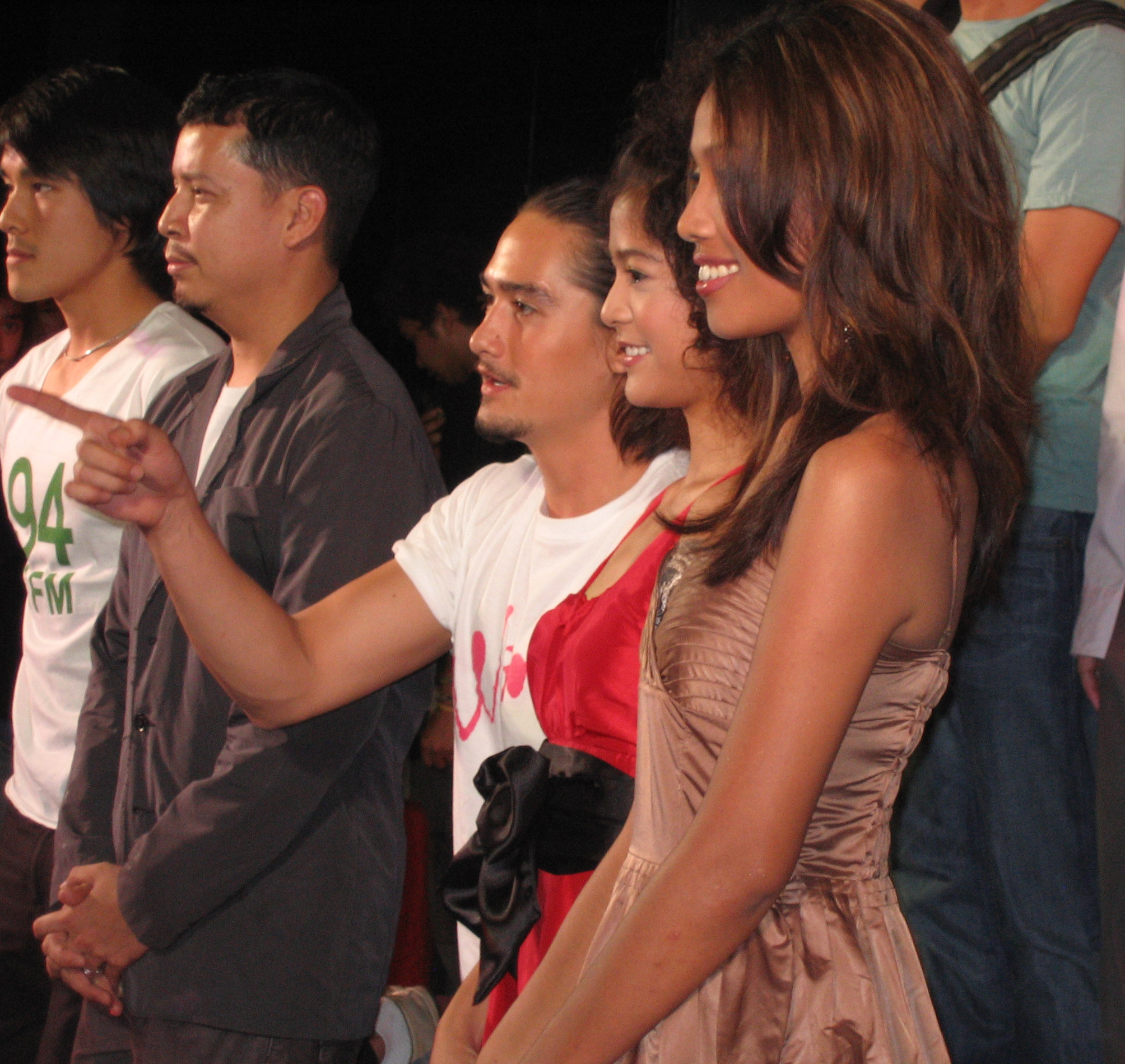
Ananda Everingham aponta para a multidão durante uma sessão de fotos na pré-visualização de Ploy no SF World no CentralWorld, Bangkok.

A indústria cinematográfica e os filmes produzidos na Tailândia são semelhantes aos filmes produzidos na Indonésia, Malásia, Filipinas, Singapura e Vietnã. A "época de ouro" foi o período pós segunda guerra e na década de 1970 teve uma grande produção de filmes nacionais tailandeses. Hoje em dia a arte no país vive uma nova onda com diretores como Nonzee Nimibutr, Pen-Ek Ratanaruang e Apichatpong Weerasethakul, e também com o herói de filmes de ação Tony Jaa que é uma espécie de "Bruce Lee" do Muay Thay. O cinema tailandês possui vários filmes premiados em festivais como Wonderful Town - "Las Palmas Film Festival" em 2007; Ploy - "Cannes Film Festival" em 2008; Uncle Boonmee Who Can Recall His Past Lives - "Cannes Film Festival" em 2010;

## O início
O cinema da Tailândia começou quando o rei Chulalongkorn em 1897 foi a Berna na Suíça e assistiu uma filmagerm gravada pelo francês Francois-Henri Lavancy-Clarke e se interessou pela arte. Levou para a Tailândia equipamentos e passaram a exibir filmes estrangeiros e somente em 1920 foram feitas os primeiros rascunhos de filmes.

## A época de ouro
Na década de 1930 a indústria cinematográfica tailandesa teve sua "época de ouro" e surgiram os primeiros estúdios de produção de filmes. Após a Segunda Guerra Mundial ouve um ressurgimento da indústria cinematográfica tailandesa com a chegada de equipamentos que filmavam em 16 mm.

## As últimas décadas
Depois de décadas em baixa, na década de 1970 houve uma explosão de filmes produzidos localmente, pois o governo tailandês impôs um pesado imposto sobre os filmes importados em 1977 o que levou a um boicote da Tailândia por estúdios de Hollywood. Para pegar a folga centenas filmes tailandeses foram feitos somente nos anos seguintes, muitos desses filmes foram filmes de ação de baixo grau e foram ridicularizadas por críticos e estudiosos como "nao nam" ou "água podre". No final da década de 1990, a Tailândia teve a sua "nova onda" com diretores como Nonzee Nimibutr, Ratanaruang Pen-Ek e Apichatpong Weerasethakul e também com o herói de ação Tony Jaa.

## Filmes da Tailândia

### Os primeiros filmes da Tailândia
- Nang Sao Suwan ("Miss Suwanna of Siam") - (1923) cooprodução de Hollywood com a Topical Film Servic, dirigido e escrito por Henry MacRae.
- Chok Sorng Chan ("Double Luck") - (1927) produzido por "Wasuwat brothers" e  "Bangkok Film Company" e dirigido por Manit Wasuwat;
- Long Thang ("Gone Astray") - (1932) produzido por "Wasuwat brothers", foi o primeiro filme com som produzido na Tailândia;
- Pu Som Fao Sap ("Grandpa Som's Treasure") - (1933) produzido por Sri Krung, foi o primeiro filme em cores produzido na Tailândia;
- Chao Fah Din Salai ("Till Death Do Us Part")
- Chon Kawao ("The Village of Chon Kawao")
- Suparb Burut Sua Thai ("Thai Gentlemen Fighters")
- Haed Mahasajan Payut (1958) - primeira animação produzida na Tailândia

### Filmes da décadas de 1970 e 1980
- Khao Chue Karn ("Dr. Karn")
- Thep Thida Rong Raem ("Hotel Angel")
- Khon Phukao ("Mountain People")
- Look Isan ("Son of the Northeast")
- Pee Seua lae Dawkmai ("Butterfly and Flower")
- The Adventure of Sudsakorn - animação
- Monrak luk thung - musical
- Ai Tui - musical

### Filmes das décadas de 1990 e 2000
- 2499 Antapan Krong Muang ("Dang Bireley's and Young Gangsters")
- Fah talai jone (Tears of the Black Tiger)
- Bangkok Dangerous
- The Eye - terror
- Khan Khluay - animação
- Killer Tattoo - comédia
- Ong-Bak: Muay Thai Warrior - Ação e Luta
- Tom-Yum-Goong - Ação e Luta
- Ong Bak 2 - Ação e Luta
- Ong Bak 3 - Ação e Luta
- Fun Bar Karaoke - Ação
- Invisible Waves - Ação
- Macabre Case of Prom Pirom (Keunbab prompiram) - Terror
- Bangkok Haunted - terror
- Art of the Devil - terror